# اسرائیل پورتو
اسرائیل پورتو (انگلیسی: Israel Puerto؛ زادهٔ ۱۵ ژوئن ۱۹۹۳) یک بازیکن فوتبال اهل اسپانیا است که در پست مدافع مرکزی برای باشگاه فوتبال لوگو در سگوندا دیویژن بازی می‌کند.
وی که سابقهٔ بازی در سویا نیز دارد، به رده‌های سنی تیم ملی اسپانیا نیز دعوت شده‌است و به همراه تیم ملی زیر ۲۰ سال فوتبال اسپانیا در جام جهانی ۲۰۱۳ ترکیه حضور داشته‌است.